# Malanea ursina
Malanea ursina är en måreväxtart som beskrevs av Paul Carpenter Standley. Malanea ursina ingår i släktet Malanea och familjen måreväxter. Inga underarter finns listade i Catalogue of Life.